# Gustel Herrmann
Auguste „Gustel“ oder „Gustl“ Herrmann (* 27. September 1906; † im 20. oder 21. Jahrhundert) war eine deutsche Leichtathletin, die sich auf das Kugelstoßen spezialisiert hatte.

## Sportliche Karriere
Gustel Herrmann startete für die Kölner Turnerschaft von 1843. Bei den Deutschen Meisterschaften 1930 siegte sie im Kugelstoßen vor Grete Heublein, zwei Jahre später wurde Herrmann Dritte.
Bei den Frauen-Weltspielen 1930 in Prag siegte Grete Heublein vor Gustel Herrmann und der Österreicherin Lisl Perkaus.